# Mexikanische Bulldoggfledermaus
Die Mexikanische Bulldoggfledermaus (Tadarida brasiliensis), auch bekannt als Brasilianische Bulldoggfledermaus, ist eine mittelgroße, aus Amerika stammende Fledermaus und wird überwiegend als das am häufigsten vorkommende Säugetier Nordamerikas angesehen. Allerdings macht sie ihre Neigung, in großer Anzahl und in gleichzeitig relativ wenigen Quartieren zu rasten, besonders verwundbar für menschliche Störung und die Zerstörung ihrer Lebensräume. In manchen Teilen des Verbreitungsgebietes, wie beispielsweise im Bundesstaat Utah, wurden bereits rückläufige Zahlen dokumentiert.
Im westlichen Küstenstaat Kalifornien wird die Fledermaus durch die stark sinkenden Populationszahlen bereits als besonders gefährdete Spezies betrachtet. Über deren Gewohnheiten und Aufenthaltsorte während der Wintermigration ist noch relativ wenig bekannt. Die Mexikanische Bulldoggfledermaus ist außerdem die offizielle Staatsfledermaus der beiden Staaten Oklahoma und Texas und stellt das Logo der Marke Bacardi Rum dar.

## Körperbau
Mexikanische Bulldoggfledermäuse werden bis zu 9 cm lang und haben ein Körpergewicht von ungefähr 12,3 g. Der Schwanz macht fast die Hälfte ihrer Länge aus. Die großen Ohren dienen der Verbesserung der Echoortung, diese befinden sich in der Nähe der Schnauze und Augen. Der Fledermausschwanz streckt sich weiter als das Uropatagium, die Flughaut zwischen Schwanz und Hinterextremität; deshalb bezeichnet man die Gattung auf Englisch als "free-tailed bat".
Mexikanische Bulldoggfledermäuse besitzen ein dichtes seidiges Fell, welches meist grau oder dunkelbraun gefärbt ist. Oberhalb der verkürzten Schnauze befindet sich eine faltige Oberlippe. Die verlängerten Flügel weisen eine verengte Spitze auf und ermöglichen den Mexikanischen Bulldoggfledermäusen dadurch ein sehr schnelles, gerades Fliegen mit einer Höchstgeschwindigkeit von 160 km/h.

## Verbreitung und Ökologie

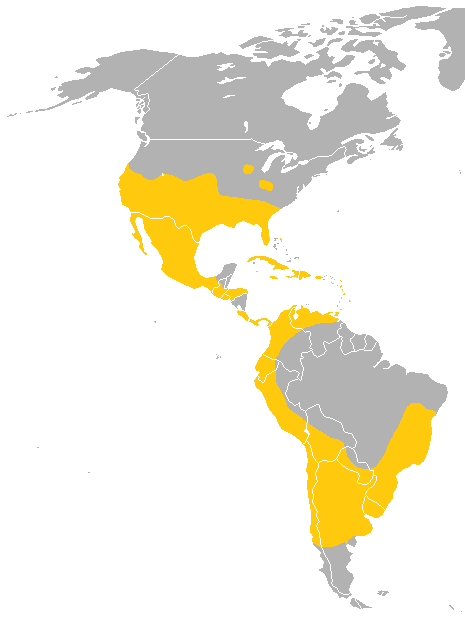
Verbreitung der Mexikanischen Bulldoggfledermaus

Die Mexikanische Bulldoggfledermaus gehört zu den meistverbreiteten Säugetieren in der westlichen Hemisphäre. Ihr Vorkommen erstreckt sich über die terrestrische Südhälfte der Vereinigten Staaten, Mexiko, Zentralamerika und Südamerika. Ihre Verbreitung in Südamerika ist noch relativ unerforscht. Dort leben sie im brasilianischen Hochland, in den nordöstlichen Anden, an der peruanischen Küste und im Norden von Chile.
Die Mexikanische Bulldoggfledermaus erscheint vereinzelt im amazonischen Regenwald. Die Fledermaus ist in der Karibik weit verbreitet und auf den Großen Antillen sowie auf elf der Kleinen Antillen heimisch.
Die größte bekannte Kolonie, mit geschätzten 20 Millionen Individuen, befindet sich in der Bracken Cave, im Norden von San Antonio, Texas. Dort leben diese in großer Anzahl auf einer Höhe von 180 bis 1000 m, und sogar auf bis zu 3000 m.

### Lebensraum

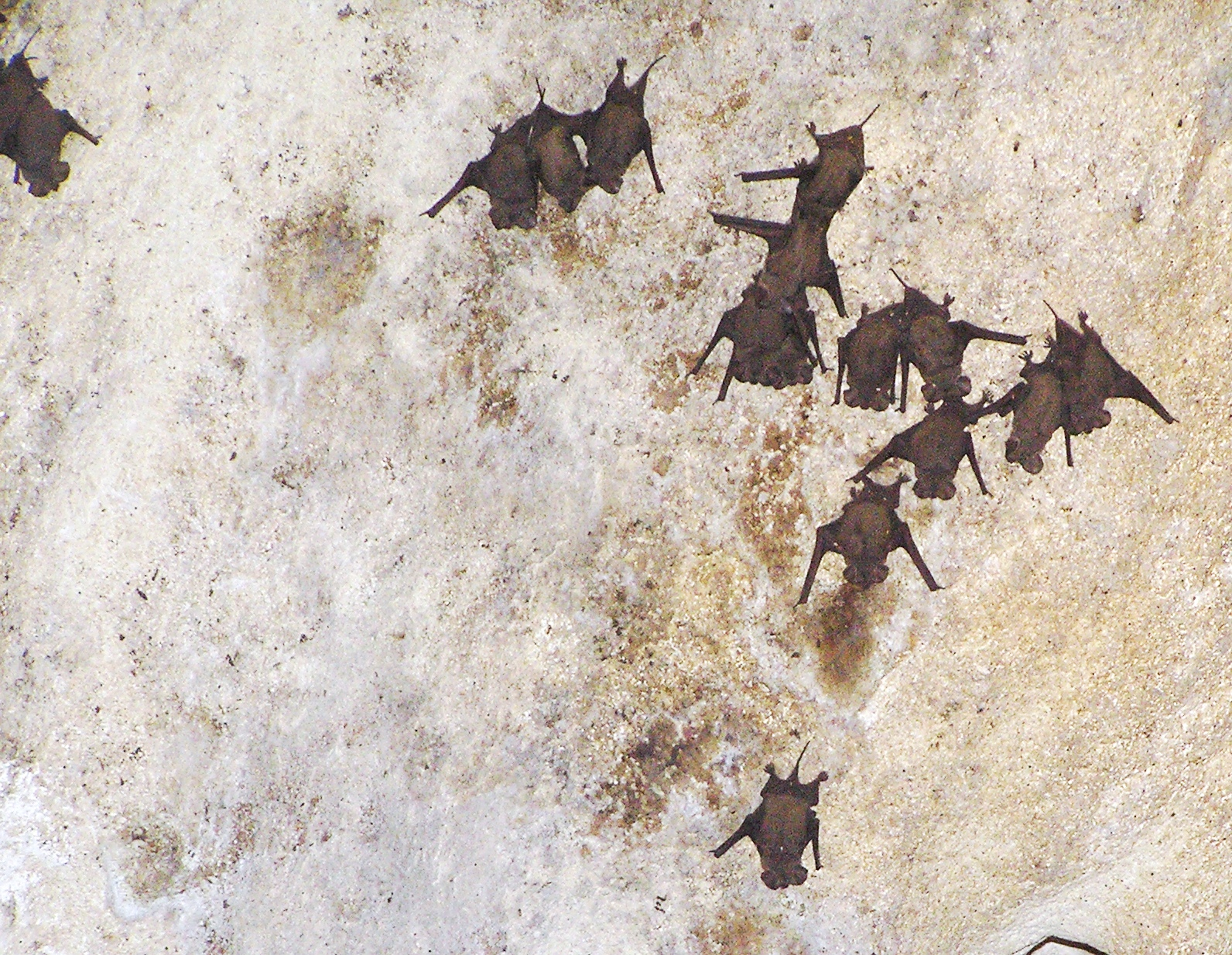
Bulldoggfledermäuse rasten in einer Höhle der Bahamas

In erster Linie leben Mexikanische Bulldoggfledermäuse in Höhlen, allerdings bewohnen sie auch Gebäude aller Art, solange sie Zugang zu Öffnungen und dunklen Vertiefungen von Dächern oder Wänden haben. Sie können alle Gebäude als Rastplatz nutzen, unabhängig von Alter, Größe, Architektur, Baumaterialien, Belegung mit Menschen und Ausrichtung (Himmelsrichtung). Höhlen müssen allerdings ausreichend Oberfläche an Wänden und Decken aufweisen, um Millionen von Fledermäusen gleichzeitig beherbergen zu können.
Vor der Besiedlung von Gebäuden hausten Bulldoggfledermäuse im Südosten der Vereinigten Staaten wahrscheinlich in Aushöhlungen von Bäumen wie der Roten Mangrove, Schwarzen Mangrove, Weißen Mangrove und Zypresse. Allerdings scheinen die meisten Fledermäuse Floridas künstlich geschaffene Strukturen gegenüber natürlichen Unterschlüpfen zu bevorzugen. Höhlen in Florida weisen häufig Wasserbecken am Grund auf, weshalb sie meistens von der Südöstlichen Mausohrfledermaus bewohnt werden. Dieses Phänomen wird durch den höheren Bedarf an relativer Luftfeuchtigkeit erklärt, welche die Bulldoggfledermaus nicht so stark benötigt.

### Migration

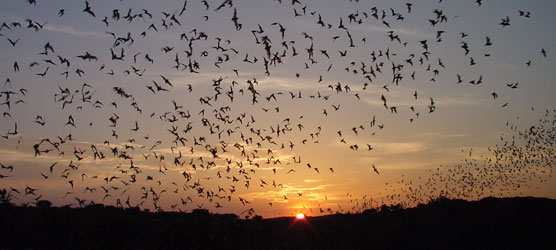
Mexikanische Bulldoggfledermäuse über dem Carlsbad Caverns National Park, New Mexico

Die Mexikanischen Bulldoggfledermäuse aus dem südöstlichen Nevada, dem südwestlichen Utah, dem westlichen Arizona und dem südöstlichen Kalifornien versammeln sich, um gemeinsam südwestlich nach Südkalifornien und Baja Kalifornien zu emigrieren. Die Fledermäuse, die aus dem südöstlichen Utah, dem südwestlichen Colorado, dem westlichen New Mexico und dem östlichen Arizona kommen, fliegen zusammen über den westlichen Landschaftsteil von Sierra Madre Oriental nach Jalisco, Sinaloa und Sonora.
Im Sommer wandern jedoch einige Fledermäuse aus Kansas, Oklahoma, aus dem östlichen New Mexico und Texas Richtung Süden ins südliche Texas und nach Mexiko aus. In anderen Teilen von Nordamerika gibt es einige Populationen von Bulldoggfledermäusen, die nicht in andere Länder fliegen, weil sie sich an die Umweltbedingungen der verschiedenen Jahreszeiten anpassen können. Eine Kolonie der Bulldoggfledermäuse verbringt den Sommer in Austin, Texas unter der Congress Avenue Bridge, zehn Häuserblocks weit entfernt vom Texas State Capitol. Sie ist eine der größten städtischen Kolonien von Nordamerika und sie umfasst ca. 1.500.000 Fledermäuse. 100.000 Touristen kommen jedes Jahr nach Texas um die Fledermäuse zu beobachten. Eine weitere Kolonie lebt in Houston, Texas unter der Waugh Street Bridge über dem Buffalo Bayou. Dort leben 250.000 Fledermäuse, die ebenfalls viele Besucher anziehen.
In Texas ist die Bulldoggfledermaus seit 1995 offiziell das „fliegende Symbol-Säugetier für den Bundesstaat Texas“. Fledermäuse aus dem östlichen Texas emigrieren normalerweise nicht, aber es kann zu jahreszeitbedingten örtlichen Verschiebungen kommen. Bulldoggfledermäuse, die im Bereich von Oregon bis Kalifornien leben, bewohnen dieses Gebiet das ganze Jahr über.

### Ernährung
Mexikanische Bulldoggfledermäuse sind in erster Linie Insektenfresser. Sie jagen ihre Beute mit Hilfe der Echoortung. Ihre Beute besteht aus Faltern, Käfern, Libellen, Fliegen, Wanzen, Wespen und Ameisen. Gewöhnlich fangen die Fledermäuse ihre Beute im Flug. Eine große Anzahl von Mexikanischen Bulldoggfledermäusen fliegen hunderte von Metern über dem texanischen Boden, um wandernde Insekten zu jagen.
Mexikanische Bulldoggfledermäuse sind gute Bestäuber und fressen außerdem schädliche Insekten. Ihre Bestäubung von Zuckerrohr kommt der Pflanze sehr zugute, ebenso wie der Verzehr sie schädigender Insekten.

### Feinde und Sterblichkeit
Es wurde ein Individuum mit einer Lebensdauer von 8 Jahren bekannt, das Alter wurde mit Hilfe der Gebissentwicklung und dem Zahndurchbruch bestimmt, der sogenannten Dentition. Nachgewiesene Fressfeinde der Mexikanischen Bulldoggfledermäuse sind große Vögel, wie beispielsweise der Buntfalke, die Mississippiweih, der Rotschwanzbussard, der Wegekuckuck, der Virginia-Uhu und die Schleiereule. Bei den Säugetieren sind es unter anderem Stinktiere (Streifenskunk und Ferkelskunk), der Waschbär  und das Südopossum.
Schlangenarten wie die Erdnatter, die Gewöhnliche Kutscherpeitschennatter, der Nordamerikanische Kupferkopf und Korallenottern gehören in geringerem Ausmaß ebenfalls zu den Prädatoren. Sie werden gelegentlich auch von Fischen gefressen, zum Beispiel vom Grasbarsch. Einige Käferarten fangen junge und neugeborene Fledermäuse, welche zu Boden gefallen sind. Die Fledermäuse sind weniger anfällig für Tollwut als andere Fledermausarten, dies scheint zumindest in den Vereinigten Staaten der Fall zu sein. Außerdem sind in Mexikanischen Bulldoggfledermäusen Schadstoffspuren zu finden, darunter einige Pestizide.

## Verhalten

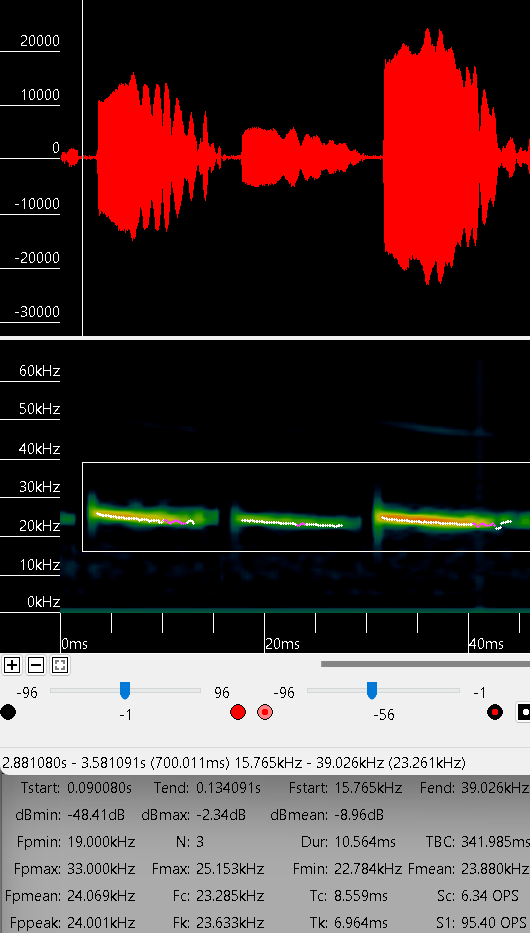
Echo-Ortungsdiagramm mit Frequenzbereichen der Mexikanischen Bulldoggfledermaus

Mexikanische Bulldoggfledermäuse sind nachtaktive Sammler und beginnen nach Anfang der Dunkelheit zu fressen. Sie legen zur Nahrungssuche bis zu 50 km in einem schnellen, direkten Flugmuster zurück. Diese Spezies ist die am höchsten fliegende Fledermaus (bis zu 3300 m). Bulldoggfledermäuse sind am aktivsten in den frühen Morgenstunden und an Nachmittagen im Juni und September, vor allem bei warmem Wetter.

### Echoortung
Mexikanische Bulldoggfledermäuse verwenden Echoortung zur Navigation und Erfassung von Beute. Ihre Rufe sind von einer kurzen, aber konstanten Frequenz, allerdings kann diese Frequenz nach Erfassung von Beute o. ä. zwischen 40 und 75 kHz variiert werden. Typischerweise liegt der Frequenzbereich ihrer Echoortung zwischen 49 und 70 kHz, kann aber auch zwischen 25 und 40 kHz betragen, wenn etwas während des Fluges ihren Weg kreuzt.

### Paarung und Fortpflanzung
Während der Fortpflanzungszeit sammeln sich die Weibchen in Weibchen-Kolonien ("Wochenstuben"). Die Größe dieser Kolonien hängt vom Umfeld ab, so sind sie zum Beispiel in Höhlen größer. Die Paarung kann in einer aggressiven oder passiven Form geschehen. In der aggressiven Form kontrolliert das Männchen die Bewegungen des Weibchens, damit dieses sich von den anderen Fledermäusen in der Schlafstelle fernhält. Das Männchen neigt auch dazu bei der Paarung zu singen. Während der passiven Kopulation fliegt das Männchen zur Schlafstelle des Weibchens und besteigt dieses ruhig ohne Widerstand des Weibchens. Diese Fledermausart wechselt häufig ihre Partner und beide Geschlechter kopulieren mit mehreren Partnern. Die Weibchen werden mit ungefähr neun Monaten geschlechtsreif, während die Männchen erst mit zwei Jahren geschlechtsreif sind. Die Weibchen sind einmal im Jahr paarungsbereit, die Brunft dauert normalerweise fünf Wochen und findet im Frühjahr statt.
Die Tragzeit der Fledermäuse dauert 11–12 Wochen, mit nur einem Neugeborenen. Eine Reihe von Jungtieren bleiben in „Kinderkrippen“ zurück, während ihre Mütter sich anderswo ausruhen. Die Weibchen wenden Vokalisierung und Duft an, um ihre Jungtiere zu erkennen. Die Mutter prägt sich außerdem den Duft ihres Neugeborenen ein. Allerdings probieren die jungen Neugeborenen bei jedem Weibchen, das der Gruppe beitritt, zu säugen. Eine Mutter stillt ihr Jungtier täglich, nach 4–7 Wochen ist es ausgewachsen, vollständig entwöhnt und unabhängig.

## Schutz
Obwohl es eine große Anzahl an Mexikanischen Bulldoggfledermäusen gibt, trägt die lokale Bevölkerung aktiv zum Schutz und zur Erhaltung der Lebensräume bei. Ein Beispiel dafür sind die Höhlen nahe Monterrey, die im Sommer und Herbst als Lebensraum der größten Population der Bulldoggfledermäuse von Cueva de la Boca dienen. 2006 kaufte der mexikanische Umweltschutzverband Pronatura Noreste das Anwesen, da sich die Population der ursprünglichen 20 Millionen Bulldoggfledermäuse um 95 % reduziert hatte. Unkontrollierter Tourismus, starke Verschmutzungen in den Höhlen und Vandalismus waren die Gründe dafür, dieses Gebiet unter Naturschutz zu stellen. Nicht nur die Bulldoggfledermäuse profitieren vom neuen Lebensraum, sondern auch andere ökologisch wichtige Tierarten.